# Sāruberā
Sāruberā är en ort i Indien.   Den ligger i distriktet Bokaro och delstaten Jharkhand, i den östra delen av landet, 1 000 km sydost om huvudstaden New Delhi. Sāruberā ligger 313 meter över havet och antalet invånare är 3 310.
Terrängen runt Sāruberā är lite kuperad. Runt Sāruberā är det tätbefolkat, med 591 invånare per kvadratkilometer. Närmaste större samhälle är Bokāro, 6,4 km sydväst om Sāruberā. Trakten runt Sāruberā består till största delen av jordbruksmark.